# Internationale situationniste
Pour les articles homonymes, voir Internationale.
L’Internationale situationniste (IS) est une organisation de théoriciens, stratèges et activistes révolutionnaires opérant dans les domaines culturels, artistiques, politiques, sociaux et désireux d'en finir avec la société de classes et la « dictature de la marchandise ». Ses fondateurs se définissent eux-mêmes, dans le premier numéro de leur revue en 1958, comme ceux « qui s'emploient à construire des situations », une « situation construite » étant un « moment de la vie, concrètement et délibérément construit par l'organisation collective d'une ambiance unitaire et d'un jeu d'événements ».

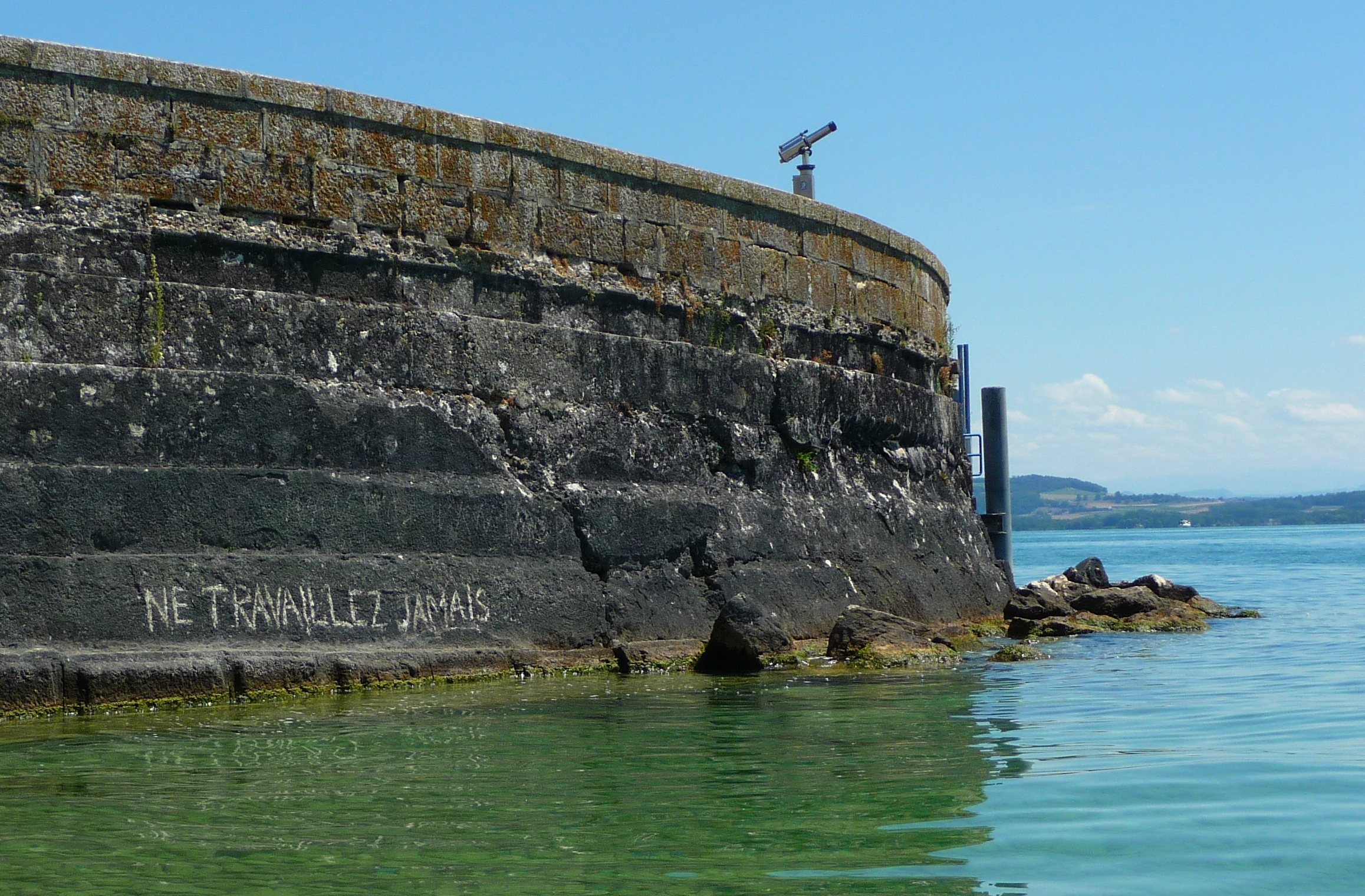
Inscription d'inspiration situationniste au bord du lac de Neuchâtel (juillet 2023)

Elle est originellement l'expression d'une volonté de dépassement des tentatives révolutionnaires des avant-gardes artistiques de la première moitié du XXe siècle qu'ont été le dadaïsme, le surréalisme et le lettrisme.
Formellement créée en juillet 1957 à la conférence d'unification de Cosio di Arroscia, l'Internationale situationniste naît du rapprochement d'un ensemble international de mouvements d'avant-garde, dont l'Internationale lettriste (elle-même issue d'une rupture avec le Lettrisme d'Isidore Isou), le Mouvement international pour un Bauhaus imaginiste, le Comité psychogéographique de Londres et un groupe de peintres italiens. Son document fondateur, Rapport sur la construction de situations…, a été rédigé par Guy Debord en 1957. Dans ce texte programmatique, Debord pose l'exigence de « changer le monde » et envisage le dépassement de toutes les formes artistiques par « un emploi unitaire de tous les moyens de bouleversement de la vie quotidienne ». Le dépassement de l'art est au cœur de son projet originel.
Au début, les situationnistes font parler d'eux par leur utilisation du calembour comme arme critique, tournant en dérision l'art contemporain pour démontrer l'inanité et le superficiel d'une culture dite bourgeoise.
Puis l'Internationale situationniste s'oriente rapidement vers une critique de ce qu'ils appellent la société du spectacle, ou société « spectaculaire-marchande », et une dénonciation du « règne de la survie » accompagnée d'un objectif de révolution sociale. L'année 1962 voit la scission entre « artistes » et « révolutionnaires » et l'exclusion des premiers.
L'un des principaux objectifs de l'Internationale situationniste est devenu « l'accomplissement des promesses contenues dans le développement de l'appareil de production contemporain et la libération des conditions historiques par une réappropriation du réel, et ce, dans tous les domaines de la vie ».
Elle se place dans la continuation des thèses et actions anarchistes et libertaires du passé, dans la filiation de différents courants apparus au début du XXe siècle, notamment les pensées marxistes d'Anton Pannekoek et de Rosa Luxemburg, du communisme de conseils, la pensée du jeune Georg Lukács liée à son ouvrage Histoire et conscience de classe, ainsi que les travaux du groupe Socialisme ou barbarie (Claude Lefort, Cornelius Castoriadis notamment) dans les années 1950. En ce sens, elle peut être apparentée à un groupe d'ultra-gauche.
D'un point de vue organisationnel, l'Internationale situationniste conserve la position marxiste d'un parti théorique ambitionnant de représenter « le plus haut niveau de conscience révolutionnaire ». La théorisation de cette position ne se fait qu'assez tardivement, dans la Définition minimum des Organisations révolutionnaires (IS no 11), adoptée par la 7e Conférence de l'IS en 1966 et qui sera en France l'une des références du conseillisme de l'après mai 1968, et en 1969 dans les Préliminaires sur les conseils et l'organisation conseilliste (IS no 12).
L'Internationale situationniste s'autodissout en 1972 après la publication de La Véritable scission dans l'Internationale - Circulaire publique de l'Internationale situationniste.

## Théorie(s) situationniste(s)
Le projet situationniste repose sur :
- le communisme de conseils : lutte révolutionnaire pour l'abolition des États et du capitalisme et l'instauration de l'autogestion généralisée par le pouvoir des conseils ouvriers (démocratie directe). Les situationnistes luttent avant tout pour une société égalitaire débarrassée des rapports marchands, c'est-à-dire pour le communisme en marxisme libertaire ou l'anarchisme.

- la révolution de la vie quotidienne, projet libertaire et hédoniste que l'on pourrait résumer par ce slogan : « Vivre sans temps mort, jouir sans entraves ».

La révolution de la vie quotidienne ne peut se faire que dans le cadre de l'autogestion généralisée, sur des bases égalitaires, et en supprimant les rapports marchands. Elle s'appuie sur plusieurs idées :
- l'abolition du spectacle en tant que rapport social ;

- la participation des individus (refus des représentations immuables) ;

- la communication (refus des médiations en tant que séparées[5]) ;

- la réalisation et l'épanouissement de l'individu (opposés à son aliénation) : le libre usage de soi-même est un des aspects de cet épanouissement, mais globalement, la subjectivité radicale de chacun est censée se développer dans le refus des contraintes de la rentabilité, et ce, dans tous les domaines, tout en gardant la responsabilité de ses actes ;

- l'abolition du travail en tant qu'aliénation et activité séparée de la vie qui va, résumée par un slogan, que Guy Debord s'attribue, écrit à la craie sur un mur du quai aboutissant sur la Seine de la rue de Seine en 1952 (à Paris) : « Ne travaillez jamais » ;

- le refus de toute activité séparée du reste de la vie quotidienne : les situationnistes luttent pour l'abolition de l'art contemplatif, des loisirs en tant que séparés de la vie de tous les jours, de l'Université et pour la réunification de toutes les activités humaines : la fin de la division du travail et des séparations entre les différentes sciences. Ils entendent reprendre par là le fil d'un projet issu de la pensée de Marx : l'autogestion communiste permet à l'activité de production de ne plus être un travail[6] et de fusionner avec toutes les autres activités humaines sous une forme artistique et poétique. Ainsi, l'activité de production n'est plus séparée de la réalisation individuelle, des loisirs et de la sexualité. De manière plus générale, le projet situationniste aspire à ce que toutes les activités humaines prennent une forme poétique (dans le sens original du grec ancien ποίησις, poíêsis: « action de faire, création »): celle de la libre création de situations par les individus.

Pour décrire le stade moderne du capitalisme, Guy Debord explicite et nomme le concept de « spectacle » approché  par Marx. Ce concept a plusieurs significations. Le spectacle est avant tout l'appareil de propagande du pouvoir capitaliste, mais c'est aussi « un rapport social entre des personnes médiatisé par des images ». Pour Debord, le spectacle est la « reconstruction matérielle de l'illusion religieuse ». Dans ce sens, le spectacle ne met pas fin à la religion, mais en ancrant l'illusion religieuse sur terre au lieu de la rejeter dans le ciel, il rend la vie terrestre opaque et irrespirable.
Cette forme de spectacle apparaît avec la société de consommation, dans les années 1930. Guy Debord distingue trois formes de spectacle, dont la dernière succède aux deux autres :
1. le spectacle concentré des sociétés totalitaires (capitalisme d'État) ;
2. le spectacle diffus des sociétés libérales ;
3. le spectacle intégré, qui est la fusion des deux premiers dans le cours de l'histoire.

Anticipant ainsi la chute des régimes du Bloc de l'Est et leur intégration dans le système capitaliste global[réf. nécessaire], il offre une première définition de la post-politique.
Alors qu'en Union soviétique et dans les pays de l'Est le spectacle se concentre sur la personne du dictateur (Staline puis Khrouchtchev puis Brejnev), il se présente dans les sociétés libérales occidentales de manière diffuse, sous la forme de marchandises qui véhiculent une propagande d'idéologie capitaliste. Guy Debord observe que dans les années 1980 les deux formes de spectacle ont fusionné sous la forme du « spectaculaire intégré » : désormais, le spectacle n'est plus seulement dans la marchandise, les rapports sociaux auxquels elle prédispose ou dans la simple propagande du pouvoir, « désormais, le spectacle est présent partout. »[réf. souhaitée] Il régit tout dans les relations entre les personnes. Désormais tous les rapports sociaux tendent partout à devenir des rapports marchands. Ils ne sont plus que des rapports de signifiants, autrement dit de simulacres. Ils sont eux-mêmes des simulacres.
Au-delà même des rapports sociaux, le spectacle intégré est présent dans les choix de l'architecture, la géographie, le modelage des paysages, des consciences, la falsification de la nourriture et même la dégradation de la nature (pollutions diverses, radioactivité, réchauffement climatique, organismes génétiquement modifiés).
De nos jours, plusieurs organisations du mouvement altermondialiste puisent une partie de leurs idées dans la philosophie situationniste. Des groupes comme Antipub ou des écrivains comme Naomi Klein affirment s'inspirer des écrivains situationnistes.

## Revue

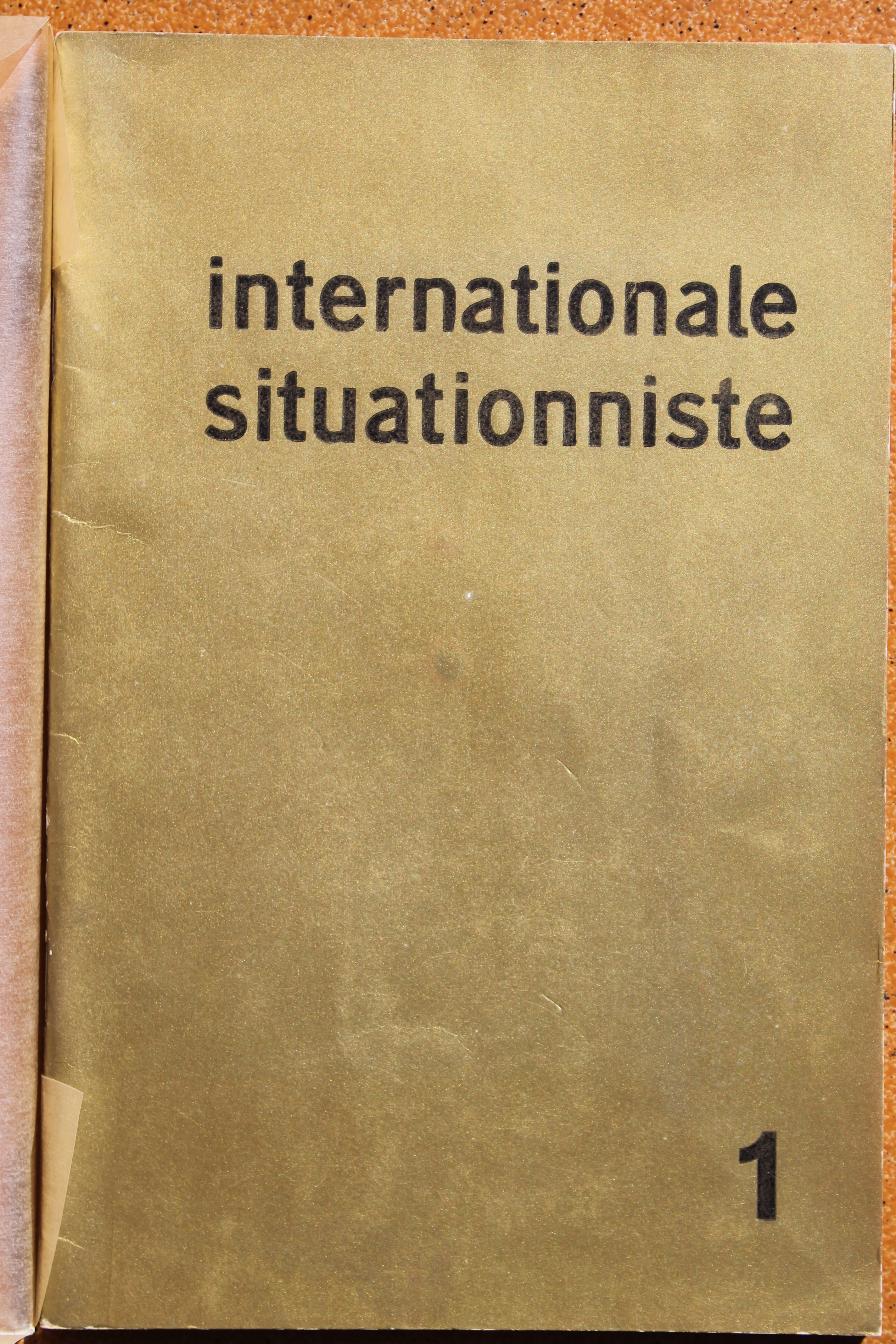
Couverture du premier numéro de la revue Internationale situationniste : la section française publie douze numéros, entre 1958 et 1969.

L'Internationale situationniste produit ses travaux théoriques dans sa revue Internationale situationniste et surtout dans deux livres : Traité de savoir vivre à l'usage des jeunes générations (1967), de Raoul Vaneigem, et La société du spectacle (1967), de Guy Debord.
La revue Internationale situationniste, principalement rédigée par Guy Debord, Mohamed Dahou, Giuseppe Pinot-Gallizio, Maurice Wyckaert, Constant Nieuwenhuys, Asger Jorn, Helmut Sturm, Attila Kotányi, Jørgen Nash, Uwe Lausen, Raoul Vaneigem, Michèle Bernstein, J. V. Martin, Jan Stijbosch, Alexander Trocchi, Théo Frey, Mustapha Khayati, Donald Nicholson-Smith, René Riesel et René Viénet tout au long des 12 numéros publiés entre 1958 et 1969, a été tout autant un outil d'élaboration théorique qu'un support de propagande des idées de l'Internationale situationniste.
La revue publie entre autres les rapports issus des conférences :
- 1re Conférence, Cosio di Arroscia, juillet 1957.
- 2e Conférence, Paris, 25 et 26 janvier 1958.
- 3e Conférence, Munich, 17 au 20 avril 1959.
- 4e Conférence, Londres, 24 au 28 septembre 1960.
- 5e Conférence, Göteborg, 28 au 30 août 1961.
- 6e Conférence, Anvers, du 12 au 16 novembre 1962.
- 7e Conférence, Paris, du 5 au 11 juillet 1966.
- 8e Conférence, Venise, du 16 septembre au 1er octobre 1969.

## Actions de 1967 et 1968
Tout en étant surtout un groupe de théoriciens, l'Internationale situationniste s'est illustrée de façon concrète à deux occasions :
- À Strasbourg, en 1967, un an avant la grève généralisée en France, en « prenant le pouvoir » dans la section locale de l'UNEF, et en utilisant celle-ci pour éditer "De la misère en milieu étudiant considérée sous ses aspects économique, politique, psychologique, sexuel, et notamment intellectuel et de quelques moyens pour y remédier" qui allait connaître par la suite de multiples rééditions.

- Avant le déclenchement de la grève générale de mai 1968, par leur influence directe sur les étudiants notamment à Nantes et à l'université de Nanterre, où se créent au début de février 1968 le groupe « les Enragés ». Ces « Enragés » qui diffusent les textes de l'Internationale situationniste et radicalisent le mouvement par l'occupation de bâtiments administratifs se brouillent après la soirée du 22 mars 1968 avec Cohn-Bendit[10]. On peut considérer les Enragés et les situationnistes comme parmi les principaux déclencheurs activistes des événements de mai et juin 1968 en France.

Quelques jours après les syndicats universitaires puis ouvriers, l'Internationale situationniste lance un appel à la grève générale le 16 mai 1968, émis depuis la Sorbonne.
En mai 68, l'Internationale situationniste s'élargit à travers le Comité Enragés-Situationnistes et surtout ensuite dans le Conseil pour le maintien des occupations (CMDO), qui donnera naissance à différents groupes « pro-situs ». Lorsque le CMDO se dissout — les usines n'étant alors plus occupées —, l'Internationale situationniste se reconstitue en tant que telle (groupe de théoriciens), avant de s'auto-dissoudre en pleine crise interne, après une série d'exclusions qui la ramenaient à sa plus simple expression. Plusieurs de ses ex-membres à commencer par Guy Debord auront un rôle majeur dans l'apparition des éditions Champ libre.
Les positions fondamentales développées dans l'Internationale situationniste peuvent se résumer par cet extrait de la Définition Minimum des Organisations Révolutionnaires, adoptée par la 7e conférence de l'Internationale situationniste et reproduite dans le no 11 de la revue :

« Considérant que le seul but d'une organisation révolutionnaire est l'abolition des classes existantes par une voie qui n'entraine pas une nouvelle division de la société, nous qualifions de révolutionnaire toute organisation qui poursuit avec conséquence la réalisation internationale du pouvoir absolu des Conseils Ouvriers tel qu'il a été esquissé par l'expérience des révolutions prolétariennes de ce siècle… Elle (l'organisation) critique radicalement toute idéologie en tant que pouvoir séparé des idées et idées du pouvoir séparé. »

— Internationale situationiste
Auto-dissoute en 1972, l'Internationale situationniste reste aujourd'hui un mouvement peu ou mal étudié, notamment en regard de sa place significative dans l'histoire de la pensée de la politique et dans l'histoire des théories artistiques ainsi que par l'actualité de son discours critique.
Les situationnistes ne reconnaissent pas non plus la propriété intellectuelle. Selon la formule qui figure en deuxième de couverture de chaque numéro de la revue : « Tous les textes publiés dans Internationale situationniste peuvent être librement reproduits, traduits ou adaptés, même sans indication d'origine. »
Dans ce sens, n'importe qui peut se dire situationniste (ou du moins, s'approprier et user théoriquement et pratiquement, ou idéologiquement, des idées situationnistes), à la condition paradoxale de critiquer l'Internationale situationniste. En effet, un situationniste qui ne critique pas les situationnistes n'en est pas un : là réside la différence entre les situationnistes et ceux qu'ils dénonçaient eux-mêmes sous le terme de « pro-situs » (les adeptes de l'idéologie figés dans le « situationnisme »). En effet, le concept de « situationnisme » a toujours été dénoncé par les situationnistes, en tant qu'il sous-entendrait l'existence d'une idéologie situationniste avec ses dogmes et sa doctrine. La théorie situationniste repose au contraire sur la critique permanente et le dépassement. En 1972, l'Internationale situationniste est devenue une forme d'organisation dépassée, mais surtout à dépasser, car selon elle, elle avait achevé son rôle historique. Les membres de l'Internationale situationniste ont donc décidé de dissoudre leur organisation cette année-là. En 1974 et ensuite, des anciens membres exclus de l'Internationale situationniste ont alors créé l'Antinationale situationniste, les nexialistes, etc.

## Tracts diffusés par le comité d'occupation de la Sorbonne et le CMDO en mai-juin 1968
- 15 mai 1968 :
  - télégramme de soutien envoyé au comité de grève de Sud-Aviation occupée
  - tract définition minimum des organisations révolutionnaires
- 16 mai 1968 :
  - tract camarades, l'usine Sud-Aviation de Nantes… (15 h)
  - tract vigilance ! (16 h 30)
  - tract attention ! (17 h)
  - tract attention aux manipulateurs ! attention aux bureaucrates ! (18 h 30)
  - tract mots d'ordre à diffuser maintenant par tous les moyens (19 h)
  - tract en accord avec différents groupes politiques… (20 h)
- 17 mai 1968 :
  - tract des ouvriers en grève de Renault (13 h)
  - télégramme envoyé à l'institut d'histoire sociale Amsterdam Pays-Bas
  - télégramme envoyé au professeur Ivan Svitak Prague Tchécoslovaquie
  - télégramme envoyé à la zengakuren Tokyo Japon
  - télégramme envoyé au bureau politique du parti communiste de l'U.R.S.S. le Kremlin Moscou
  - télégramme envoyé au bureau politique chinois porte de la paix céleste Pékin
  - constitution au soir du 17 mai du C.M.D.O. (Conseil pour le Maintien des Occupations)
- 19 mai 1968 :
  - tract rapport sur l'occupation de la Sorbonne
- 22 mai 1968 :
  - tract pour le pouvoir des conseils ouvriers[13]
- 30 mai 1968 :
  - tract adresse à tous les travailleurs[14]
- 8 juin 1968 :
  - tract c'est pas fini !
  - tract communiqué du comité d'action poétique et prolétarienne
- 15 juin 1968 :
  - dissolution du CMDO.

## La pensée situationniste en 1968
Selon la synthèse de différentes analyses effectuée par le chercheur Jean-Christophe Angaut, la pensée situationniste en 1968 ne se caractérise plus simplement comme en 1965-1966 par le « rejet des bureaucraties syndicales » et de « la myriade de groupuscules gauchistes » qui doublonnent avec elles, mais aussi par l'accent mis sur des « revendications en faveur de l’autogestion et de la démocratie directe ».
Ce souci s'est exprimé peu avant Mai 68, dans un texte rédigé lors de la « liquidation de l’autogestion » par le colonel Houari Boumédiène en Algérie, près d'un an après son coup d’État du 19 juin 1965, violemment dénoncé par la gauche militante en France, au cours duquel une cinquantaine de français et des responsables du FLN-Jeunes sont arrêtés. L'analyse situationniste se positionne alors « contre ceux, notamment les groupuscules gauchistes, qui estiment qu’il est prématuré de dire certaines choses aux masses, car elles ne sont pas prêtes à les entendre ». Le texte « Les luttes de classes en Algérie », détournement du titre de l’essai de Marx sur ces mêmes luttes de classes en France en 1848-1850 aux débuts de le deuxième république, publié dans la revue IS de mars 1966, souligne notamment qu'il « faut dire aux masses ce qu’elles font ». Grâce à l'action du syndicaliste tunisien Mustapha Khayati, à qui Guy Debord écrit très souvent, en privilégiant une forme de clandestinité, l'IS est devenue alors « très en pointe sur le front algérien ». Selon le leader trotskiste Daniel Bensaïd, Guy Debord, signataire du Manifeste des 121 contre la Guerre d'Algérie dès 1960, analyse ce coup d’État comme le signe d'une « bureaucratie en formation comme classe dominante algérienne », et au même moment dénonce une nouvelle bureaucratie en Chine qui s'approprie pour elle-même un « capitalisme d’État ».
Dans la même logique anti-bureaucratique, les situationnistes défendront selon cette même synthèse de Jean-Christophe Angaut « une thèse à contre-courant » voulant que  les étudiants, comme couche sociale en crise, « n’ont été rien d’autre, en mai 1968, que l’arrière-garde de tout le mouvement » et « soulignent avec constance » que vient de se dérouler la plus grande grève générale d’un pays industriel avancé, qui plus est via « un mouvement d’occupations basé sur la démocratie directe », en se moquant de « l'aveuglement des différents groupes gauchistes », qui pensent revivre la Révolution russe de 1917 et crient, tout à la fin de Mai 68 à la trahison sans voir qu'alors les « syndicats et partis remplissent leur fonction » démocratique de base. Dans un tract du CMDO du 22 mai 1968 qui liste par ordre décroissant de probabilités les scénarios  possibles dont celui, probable, de concessions importantes et négociées du gouvernement pour obtenir la démobilisation sociale, et qui s'est concrétisé quelques jours après par les accords de Grenelle, Guy Debord dénonce en particulier « la déficience presque générale » de la fraction des étudiants révolutionnaires dans le temps libre consacré à l’élucidation des problèmes de la révolution, moins excusable mais moins décisive, que celle des ouvriers.
Conclusion des situationnistes, toujours selon Angaut, même si des étudiants ont « participé à des choses intéressantes » en Mai 1968, cette participation est restée dérisoire et en ligne globalement avec leur destin social de constituer à l'avenir l’encadrement de la société industrielle moderne, avec « moins d’indépendance encore que la petite bourgeoisie, mais davantage d’illusions sur cette prétendue indépendance ».
Les situationnistes, pour qui « vivre sans temps mort, jouir sans entraves », avec ses déclinaisons, fut le principal slogan, n'ont cependant occupé, durant le mois de Mai 68 qu’un rôle mineur, car « tout au long du mois fatidique, Debord et ses siens se trouvent marginalisés et relégués aux coulisses », rappelle Christophe Bourseiller. Très attentive à la forme de ses messages, en raison du rôle des artistes dans son émergence, l' Internationale situationniste avait cependant été fragilisée par l'exclusion des artistes à partir de 1960 ce qui explique son audience et ses effectifs modestes dans les années précédent 1968. Présents à « la Sorbonne seulement du 14 au 17 mai 1968, soit juste trois jours », les situationnistes furent ensuite, paradoxalement, expulsés de cette chaudière de l'action étudiante alors qu'ils « ne se désignent ainsi que parce qu’ils veulent construire des situations » favorables, ajoute Christophe Bourseiller.

## Internationale situationniste (complément)

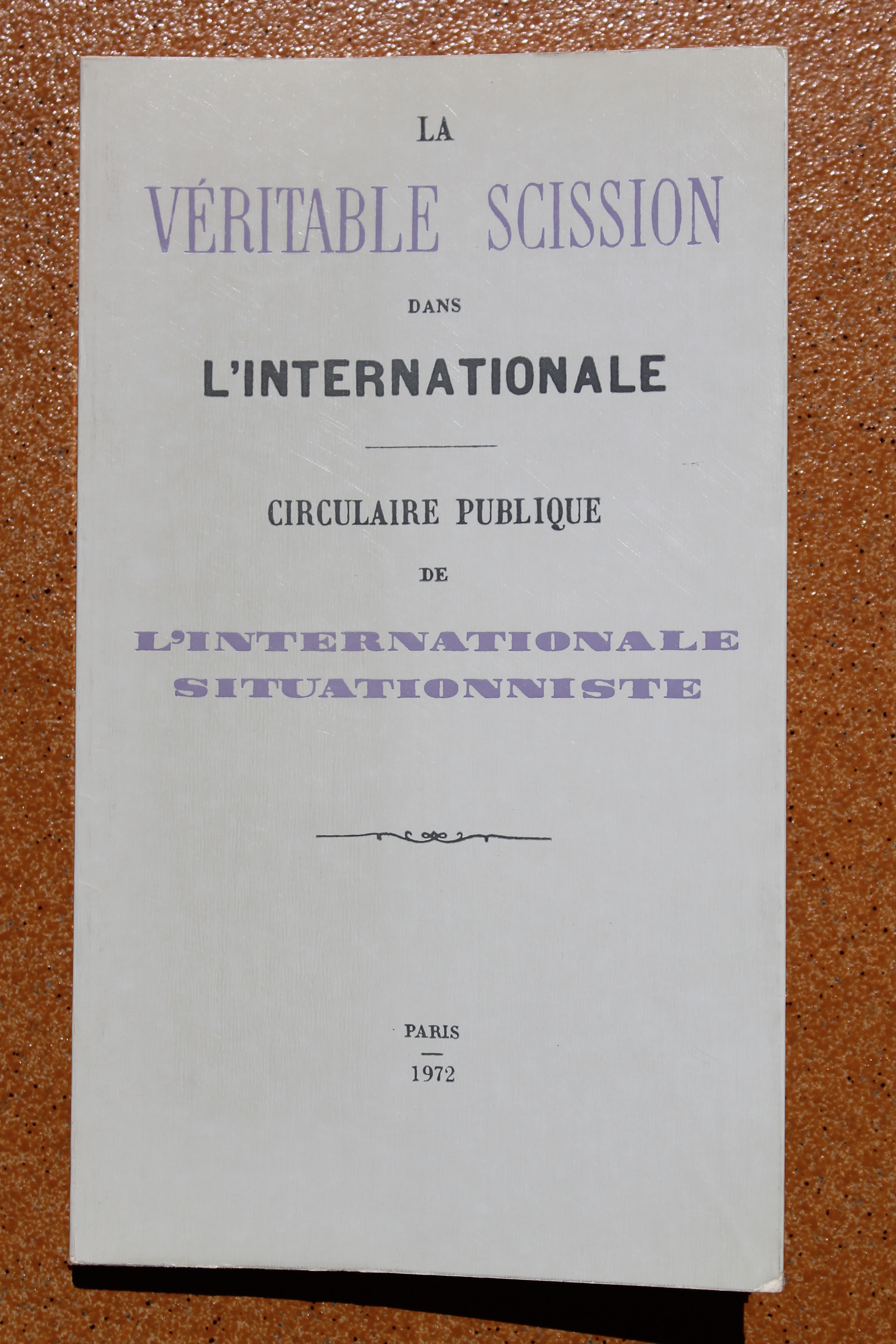
La Véritable Scission dans l'Internationale, publiée en 1972, marque la fin de l'IS.

Dès le début des années 1950, les situationnistes ont entrepris la critique de la société marchande dans sa modernité même. Contrairement à certains penseurs tiers-mondistes de cette époque, ils plaçaient la lutte de classes au centre d'un mouvement subversif dont l'épicentre se situait dans les pays développés. En élaborant le programme d'une insurrection qui cherche ses causes et son point d'application au cœur même de la vie vécue par leurs contemporains, ils se proposaient d'actualiser le programme énoncé par le Manifeste du parti communiste (1848) de Karl Marx et Friedrich Engels, compris comme l'effacement du travail au profit d'un nouveau type d'activité libre, la fin du malheur historique[pas clair], l'autogestion généralisée, l'avènement de la société des maîtres sans esclaves, la réalisation de l'art.
L'Internationale Situationniste se proclamait anti-hiérarchique et se présentait comme un exemple de communauté critique dont les membres étaient censés s'approprier égalitairement la critique unitaire de tous les aspects de la vie. En posant cette exigence de cohérence entre la vie réellement vécue et les idées proclamées, elle prétendait ramener le dessein subversif des artistes novateurs au cœur du projet révolutionnaire.
Critiquant la nouvelle pauvreté dissimulée sous l'abondance de marchandises, elle prônait la décolonisation de la vie quotidienne dont elle pensait avoir identifié la misère présente comme le principal résultat du pauvre emploi des moyens techniques accumulés par le capitalisme moderne:« la société technicienne avec l'imagination de ce qu'on peut en faire »[réf. nécessaire].
S'attaquant également à l'idéologie, à la politique spécialisée et aux spécialistes en général, dénonçant le militantisme comme activité aliénée, se réjouissant de la dislocation des familles et de « la disparition du minimum de conventions communes entre les gens, et à plus forte raison entre les générations », s'identifiant « au désir le plus profond qui existe chez tous, en lui donnant toute licence (…) le seul désir de briser toutes les entraves de la vie », soucieux enfin de « fair(e) passer l'agressivité des blousons noirs sur le plan des idées », les situationnistes prétendaient inaugurer un style de vie, condition de participation à l'avant-garde.
En développant leur programme de repassionnement de la vie, ils avaient conscience d'avancer sur le terrain de leurs ennemis, gestionnaires, modernisateurs et publicitaires de la société marchande. Mais ils espéraient les prendre de vitesse et voir venir à eux les forces pratiques de la nouvelle insurrection.
Pour l'Internationale situationniste, qui avait prévu le retour de la subversion dans les métropoles du capitalisme développé et annonçait en 1966 le déclin et la chute de l'économie spectaculaire-marchande, le mouvement de Mai 68 était le prélude à l'assaut décisif du prolétariat. Ne prétendant rien de moins qu'à représenter l'expression théorique générale d'un mouvement historique, mais visant explicitement dans sa victoire sa propre fin en tant qu'organisation séparée, elle s'est finalement dissoute au moment même où ses idées rencontraient le plus de succès.

## Critique(s) (des) situationniste(s)
Partisane radicale contre le travail aliéné (et aliénant) et le spectacle en tant que rapport social médiatisé par des images, l’IS se refusa à toute aliénation de l’individu et était un groupe prônant la libération de celui-ci. Ses membres se refusèrent à toutes propositions formelles pouvant la diriger, ce qui fut vivement critiqué par d’autres mouvements comme le maoïsme.
Les critiques situationnistes, tant sur cette société que sur certains de ceux qui disent la combattre, furent cinglantes et « avant-gardistes », poussant au radicalisme la critique et l’action.
Aujourd’hui certaines personnes venant de tous milieux récupèrent Debord, mettant en avant sa personnalité et son style d’écriture, et annihilent sa pensée. On a ainsi vu des expositions et des ouvrages littéraires dans certains lieux comme le Centre Pompidou (type d’institution très critiqué par les situationnistes).
De plus, des conseillistes continuent à se dire situationnistes. Certains pensent cependant qu'il est abusif de se déclarer comme tel aujourd'hui et que cela revient à une récupération du mouvement, dénoncée dès l'origine (l’IS voulait un dépassement de leur pensée et non la dogmatiser).

## «Mouvance» situationniste

### Membres de l'Internationale situationniste
- Voir la liste complète des membres de l'Internationale situationniste répartis par sections.

### Compagnons de route
Le nom du sinologue Simon Leys est souvent associé au mouvement situationniste, deux de ses livres étant venus confirmer l'analyse de ce mouvement envers le système politique chinois : Les Habits neufs du président Mao et Ombres chinoises. Le style même de ces titres est d'ailleurs en droite ligne emprunt de l'esprit de ce mouvement.
En province, plusieurs groupes organisés, mais souvent clandestins, et ne signant jamais de leurs noms " groupes autonomes libertaires " ou " groupes autonomes d'action ", existaient dès avant 1968 , en liaisons plus ou moins directes avec les très peu nombreux membres encartés de l'I.S vivant surtout à Paris et ses environs, se définissaient comme clairement situationnistes, et ont eu une certaine importance, anonyme, dans de multiples actions d'occupations de locaux divers, de plasticage de bâtiments administratifs, radicalisant tous les mouvements dans lesquels ils s'engagèrent, collectivement ou individuellement, dont la plupart des Nouveaux mouvements sociaux.

### Les «situationnistes» après l'I.S.
Après l'autodissolution de l'I.S, un certain nombre d'individus, de groupes et de publications « post-situationnistes » ont vu le jour. Leur rapport avec l'I.S est parfois assez clair ou au contraire plus lointain. En voici quelques-uns (liste non-exhaustive) :
- Les Fossoyeurs du Vieux Monde (1970-1985) : groupe fondé par Dan Azoulay, artiste « psychogéographe » du mouvement nicois[23]. Les Fossoyeurs sont un groupe « teppiste » (de l'italien teppisti : « voyous, vandales »), c'est-à-dire qui se réfère à la délinquance révolutionnaire. Les Fossoyeurs s'inspirent des Thèses sur le crime formulées en Italie par l'Organizzazione Consigliare (1969-1971) et reprises ensuite par le groupe Comontismo[24]. En 1982, les Fossoyeurs ouvrent à Paris le squat de la rue de l'Est et participent aux émeutes de Chooz, dans les Ardennes. Ils s'exilent en Angleterre en 1984[25].
- Jean-Louis Moinet, auteur de Fin de la science[26], et de Genèse et unification du spectacle[27].
- L'Institut de Préhistoire Contemporaine (1972) : Collectif fondé par Jean-Pierre Voyer[28].
- L'Assommoir (1978-1985) : Revue fondée par Roger Langlais et Bernard Pécheur. Sept numéros[29].
- L'Encyclopédie Des Nuisances (EDN, 1984-2014) : Groupe anti-industriel dont faisait, notamment, partie Jaime Semprun et René Riesel.
- Os Cangaceiros (1985-1992) : groupe clandestin succédant aux Fossoyeurs du Vieux Monde. Les Cangaceiros organisent plusieurs actions de sabotage contre les prisons[30].
- Les Archives de l'Avenir (1987-1992) : maison d'édition proche du journal Mordicus[31].
- L'Observatoire de Téléologie (1990-2003) : groupe insurrectionnaliste publiant La Bibliothèque des Émeutes aux éditions Belles Émotions. Autour de Christophe Charrière (sous le pseudonyme de Chrétien Franque), l'Observatoire de Téléologie entend dépasser la pensée de Jean-Pierre Voyer pour rechercher la finalité de l'action révolutionnaire à travers le concept de téléologie[28].
- The Workshop for Non-Linear Architecture : quatre numéros de la revue Viscocity (1992-1996) basée à Glasgow et à Londres.
- L'Association Psychogéographique de Londres ou LPA East London Section (1992-2000)[32].
- L'Insomniaque (1992-2017) : Maison d'édition succédant aux Archives de l'Avenir[33].
- L'Internationale Salopard (1994-1998) : dix cahiers nantais et européens animés par David Morin Ulmann[34] et Manuel Colom[réf. souhaitée].
- L'Achèvement (1996-2000) : cette revue prend pour modèle l'insurrection albanaise de 1997[35].
- Le Jeu Révolutionnaire (1997) : ce groupe analyse la vague d'attentats survenue à Paris en reprenant les théories du complot élaborées par Gianfranco Sanguinetti[36].
- L'Assemblée Générale des chômeurs de Jussieu (1998)[37].
- Tiqqun (1999-2001) : revue autonome issue de l'AG de Jussieu et animée par Julien Coupat[38].
- Le Bureau pour la Fondation du Monde (2001-2002) : comité issu de l'Internationale Salopard[39].
- La Guerre de la Liberté (1999-2009) : critique de Tiqqun et de l'EDN[40].
- Les Enragés de Nanterre (2002-2004) : ce groupe proche de Tiqqun élabore une critique en acte de l'architecture universitaire[41].
- L'Observatoire situationniste (depuis le printemps 2021). Reprise et actualisation  de l'outillage théorique situationniste. Revue internationale bilingue. Janvier 2023 : "Généalogie du dieu argent", éditions Contrelitterature. Novembre 2024 : Remède à tout, édition Quiero.

### Filmographie
- La Société du Spectacle, réalisé par Guy Debord (1973)
- La dialectique peut-elle casser des briques ?, film d'arts martiaux détourné par René Viénet (1973)
- Réfutation de tous les jugements, tant élogieux qu'hostiles, qui ont été jusqu'ici portés sur le film « La Société du spectacle », par Guy Debord (1975)
- Chinois, encore un effort pour être révolutionnaires ! de René Viénet (1977).
- In girum imus nocte et consumimur igni, par Guy Debord (1978)

Plusieurs de ces films sont disponibles désormais en DVD, notamment La Société du spectacle, ainsi qu'un coffret diffusé par MK2 vidéos.
Les films de Debord sont visibles en ligne sur Ubuweb et sur youtube.

#### Textes situationnistes
- Le recueil des douze numéros de la revue Internationale situationniste a été publié chez Van Gennep, Amsterdam, en 1970 puis en 1975 chez Champ libre. En 1997, Arthème Fayard a réédité le même recueil[42].
- Guy Debord, Rapport sur la construction des situations, Internationale lettriste, 1957 ; Mille et une Nuits, 1999. Également édité dans Documents relatifs à la fondation de l'Internationale situationniste (1948-1957), Allia, 1985.
- Asger Jorn, Pour la forme, préface de Guy Debord, Internationale situationniste, 1957 (rééd. Allia 2001).
- De la misère en milieu étudiant considérée sous ses aspects économique, politique, psychologique, sexuel, et notamment intellectuel et de quelques moyens pour y remédier , 1re édition A.F.G.E.S, 1966[43], (réédition Champ Libre 1976).
- Raoul Vaneigem, Traité de savoir-vivre à l'usage des jeunes générations, Gallimard, 1967[44].
- Guy Debord, La Société du spectacle, Buchet-Chastel, 1967 (réed. Champ Libre 1971, Gallimard 1992).
- Enragés et situationnistes dans le mouvement des occupations, Gallimard, coll. « Témoins » 1968 (réed. 1998).
- La véritable scission dans l'Internationale, circulaire publique de l’Internationale Situationniste, Champ Libre, 1972 (réed. Fayard 1998)
- Internazionale Situazionista, Écrits complets de la Section italienne de l'internationale situationniste, traduits de l'italien par Joël Gayraud et Luc Mercier, Contre-Moule, Paris, 1988.
- Section américaine de l'Internationale situationniste, Écrits, Éditions CMDE, 2012.
- Archives situationnistes, Contre-Moule Parallèles, 1997.
- 1948-1957 : Documents relatifs à la fondation de l'internationale situationniste, Allia, 1985.
- Textes et documents situationnistes, Allia, 2003.
- Attila Kotányi, L'Architecture du silence, Exils, 2022.

#### Sur les situationnistes
- Miguel Amorós, Les Situationnistes et l'anarchie, Éditions de la Roue, 2012.  (ISBN 978-2-9541154-0-5)
- Jean-Christophe Angaut, La fin des avant-gardes : les situationnistes et mai 1968, Actuel Marx, 2009/1, n°45, pp. 149-161, DOI 10.3917/amx.045.0149, [lire en ligne].
- (it) Gianluigi Balsebre, Della critica radicale.Bibliografia ragionata sull'Internazionale situazionista con documenti inediti in italiano, edizioni Grafton 9, Bologna, 1995.
- (it) Gianluigi Balsebre, Il territorio dello spettacolo, Potlatch, s. l., 1997.
- Bruce Bégout, Dériville, les situationnistes et la question urbaine, Éditions Inculte, 2017.
- Laurence Bernier-Renaud, Scènes situationnistes de Mai 68 : Enquête sur une influence présumée, s/d Jean-Pierre Couture, Thèse présentée à l’École d’études politiques, Université d’Ottawa, 2012, lire en ligne[PDF].
- André Bertrand, André Schneider, Le scandale de Strasbourg mis à nu par ses célibataires, même, L'insomniaque, 2018.
- Julien Bielka, La valeur d’usage de « Guy Debord, son art et son temps ». Un Pdf, édité par l'Observatoire situationniste.
- Christophe Bourseiller, par ailleurs auteur de la première biographie de Guy Debord parue en 1999 chez Plon, a été rédacteur en chef de la revue Archives et documents situationnistes publiée par les éditions Denoël de 2000 à l'automne 2005 (5 numéros parus).
- Éliane Brau, Le Situationnisme ou la nouvelle Internationale, Éditions Debresse, 1968.
- Éric Brun, Les situationnistes. Une avant-garde totale (1950-1972), Paris, CNRS Éditions, coll. « Culture & Société », 2014, 454 p.,  (ISBN 978-2-271-07511-6), extraits en ligne.
- Patrick Cardon, Histoire d'une revue : Le Fléau Social (France, 1972-1974), Le mariage des situs et des pédés, un texte qui analyse la lutte du Groupe 5 du Front homosexuel d'action révolutionnaire (F.H.A.R) au regard de la philosophie de l'IS. ; Rééd. du Rapport contre la normalité (Front homosexuel d'action révolutionnaire) aux  éd. QuestionDeGenre/GKC, 2013.
- Yan Ciret - Mirella Bandini, Le mythe situationniste de la ville, une géographie des passions, 2008, Editions Peccolo.
- Laurent Chollet, L'Insurrection situationniste, Éditions Dagorno, 2000.
- Laurent Chollet, Les situationnistes, l'utopie incarnée, Gallimard, coll. « Découvertes Gallimard / Culture et société » (no 463), 2004.
- T. J. Clark et Donald Nicholson-Smith, Pourquoi l'art ne peut pas tuer l'Internationale situationniste, Egrégores éditions, 2006.
- Collectif, Retour au futur ? : des situationnistes - trad. de l’italien Claude Galli - Marseille, Via Valeriano, 1990. Textes de Giorgio Agamben, Paolo Virno, Luisa Passerini, Mirella Bandini, Filippo Scarpelli, Enrico Ghazzi, Franco Poli et Alberto Piccinini.
- (es) Collectif, Situacionistes : art, politica, urbanisme, Musée d'art contemporain de Barcelone (MACBA), 1996. Catalogue en anglais et en catalan de l'exposition consacrée aux situationnistes en 1996 au MACBA de Barcelone publié sous la direction de Libero Andreotti et Miquel Molins avec des textes de Giorgio Agamben, Mirella Bandini, Constant et Thomas Y. Levin entre autres.
- (en) Collectif, The Situationist International: A Critical Handbook, sous la direction d'Alastair Hemmens et Gabriel Zacarias avec des contributions notamment d'Anselm Jappe , Patrick Marcolini, Michaël Lowy, Anna Trespeuch-Berthelot, Sophie Dolto & Nedjib Sidi Moussa, Pluto Press, Londres, avril 2020, 340 p.[45]
- Fabien Danesi, Le mythe brisé de l'Internationale situationniste. L'aventure d'une avant-garde au cœur de la culture de masse (1945-2008), Les Presses du réel, 2008.
- Pascal Dumontier, Les situationnistes et mai 1968 : théorie et pratique de la révolution (1966-1972), Éditions Gérard Lebovici, 1990.
- Thomas Genty, La critique situationniste ou la praxis du dépassement de l'art, Zanzara athée, 1998.
- Sergio Ghirardi, Nous n'avons pas peur des ruines : les situationnistes et notre temps, L'insomniaque, 2004.
- Letizia Goretti, La vertigine del gioco. L'azione dell'Internazionale situazionista tra arte e politica, Anteferma edizioni, 2021 (ISBN 9791259530066)
- Piet de Groof (Walter Korun), Le Général situationniste, Allia, 2007.
- (en) Alastair Hemmens et Gabriel Zacarias (Dir.), The Situationist International : A Critical Handbook, Londres, Pluto Press, 2020, 344 p. (ISBN 9780745338897)
- Isidore Isou, Contre l'Internationale situationniste, HC-D'ARTS, 2001.
- Louis Janover, Tombeau pour le repos des avant-gardes, Sulliver, 2005.
- Louis Janover, Visite au Musée des arts derniers, Éditions de la Nuit, 2008.
- Anselm Jappe, L'Avant-garde inacceptable, Éditions Lignes-Léo Scheer, 2004.
- Maurice Lemaître, Bilan du Situationnisme, Centre de Créativité, Paris, 1996, Fondation Bismuth-Lemaître, 13 rue de Mulhouse, Paris, France.
- Hugues Lethierry, Penser avec Henri Lefebvre, Chronique sociale, 2009.
- Jean-Marc Mandosio, Dans le chaudron du négatif, éditions de l'Encyclopédie des Nuisances, 2003.
- Patrick Marcolini, Le Mouvement situationniste. Une histoire intellectuelle, L'Échappée, 2012.
- Patrick Marcolini, Le style de la négation : Guy Debord, les situationnistes et la littérature, Études françaises, vol. 54, n° 1, 2018, p. 59-76 (lire en ligne).
- Jean-François Martos, Histoire de l'Internationale situationniste, éditions Gérard Lebovici, 1989 (éditions Ivrea, 1995).
- Gianfranco Marelli, L'amère victoire du situationnisme : Pour une histoire critique de l'Internationale situationniste : 1957-1972, Éditions Sulliver, 1998, 427 p. (ISBN 978-2-911199-24-0, lire en ligne)
- Greil Marcus, Lipstick Traces, Éditions Allia, 1998.
- Thierry Paquot, Les Situationnistes en ville, Infolio, 2015.
- (es) Mario Perniola, Los situacionistas, Madrid, Acuarela & A. Machado Libros, 2008.
- Jean-Jacques Raspaud et Jean-Pierre Voyer, L'Internationale situationniste : protagonistes, chronologie, bibliographie, index des noms insultés, Champ Libre, 1972.
- Yves Raynaud, De l'organisation révolutionnaire ou comment l'esprit vint au monde, Lulu.com, 2015.
- (es) Servando Rocha, La facción caníbal. Historia del vandalismo ilustrado, La Felguera Ediciones, 2012.
- Ralph Rumney, Le Consul, Allia, 1999.
- Gianfranco Sanguinetti, Du terrorisme et de l'État, Le fin mot de l'histoire, 1980.
- Antoine Sausverd, Trop feignants pour faire des dessins ? Le détournement de bande dessinée par les situationnistes, in L'Éprouvette no 3, L'Association, 2007, p. 128-179.
- Florent Schoumacher, La notion de spectacle, in revue Hermaphrodite, Nancy, 2000.
- Florent Schoumacher, Voilà que s'ouvre une nouvelle époque d'incendies, l'I.S face au tournant de mai 1968, in revue Dissidences[46], no 5, éditions Le Bord de l'Eau, Bordeaux, octobre 2008.
- Florent Schoumacher, Eidolon : simulacre et hypermodernité, Paris, Balland Éditions, 2014  (ISBN 978-2-940719-65-5)
- Barthélémy Schwartz, Guy Debord aux Galeries Lafayette, publié dans La Comète d’Ab irato, n°4, avril 1994, repris dans La République des Lettres, 1er mai 1994.
- Barthélémy Schwartz, Dérive d'avant-garde : sur l'urbanisme unitaire situationniste, Oiseau-tempête, no 6, 1999.
- Pierre Taminiaux, Révolte et transcendance. Surréalisme, situationnisme et arts contemporains, Paris, L'Harmattan, 2018, 266 p.
- Yves Tenret, Comment j'ai tué la troisième Internationale situationniste, Éditions de la Différence, 2004.
- Vanessa Theodoropoulou, Le Monde en situation - La révolte sensible de l'Internationale situationniste, Les Presses du réel, 2024, 552 p.
- Anna Trespeuch-Berthelot, L'Internationale situationniste : de l'histoire au mythe (1948-2013), PUF, 2015.  (ISBN 978-2-13-061970-3)
- Marc Vachon, L'arpenteur de la ville : l'utopie urbaine situationniste et Patrick Straram, Les Éditions Triptyque, 2003.  (ISBN 978-2-89031-476-4)
- Raoul Vaneigem, Entre le deuil du monde et la joie de vivre, les situationnistes et la mutation des comportements, Verticales | phase deux, 2008.
- Raoul Vaneigem, Morgan Sportès, Keith Sanborn, Yann Beauvais, Patrick Marcolini, Pierre-Ulysse Barranque, Laurent Jarfer, IN SITUS. Théorie, Spectacle et Cinéma, chez Guy Debord et Raoul Vaneigem, Gruppen Éditions, 2013,  (ISBN 978-2-919103-08-9)
- Raoul Vaneigem, Rien n'est fini, tout commence, en collaboration avec Gérad Berréby, Éditions Allia, 2014.  (ISBN 978-2-84485-926-6)
- Jean-Louis Violeau, Situations construites : « était situationniste celui qui s'employait à construire des situations » : 1952-1968, Sens & Tonka, 1998.
- Jean-Pierre Voyer, Rapport sur l'état des illusions dans notre parti, lire en ligne.

#### Chansons
- Pour en finir avec le travail, album de chansons détournées par les Situationnistes, produit par Jacques Le Glou (1972)

### Notices
- Encyclopédie Larousse : Internationale situationniste.
- Encyclopédie Universalis : Situationnistes.